# イルカの島
『イルカの島』（いるかのしま　原題：Dolphin Island）は、イギリス生まれの作家アーサー・C・クラークの書いたSF小説である。クラークはこの作品のほかにも、長編『海底牧場』や『グランド・バンクスの幻影』、短編『輝くもの』などの海洋を舞台とした作品を書いている。

## あらすじ
16歳の少年ジョニー・クリントンは、アメリカからオーストラリアに向かうホバークラフト貨物船「サンタアナ号」に密航したが、船は座礁して沈没してしまった。救命艇に乗ることもできずに海上を漂うジョニーは、波間を進んでくる三角形の鰭を見てサメだと思い、死を覚悟した。ところが、それはイルカの鰭であった。彼は浮遊物をいかだにして、4頭のイルカに押してもらい、ある島にたどり着いた。グレートバリアリーフにあるこの島は、イルカに関する研究をしていて「イルカの島」と呼ばれるところだった。ここには、研究所のほかに病院や飛行場まであり、多くの人間が暮らしていた。ジョニーはしばらくこの島に滞在することになった。ある日、猛烈なハリケーンが島を直撃し、施設は壊滅的な被害を受けた。連絡船は大破し、電源を失って無線も使えず、負傷者は多数いる。オーストラリア本土も甚大な被害を受けたので、この島のことにまで手がまわらないはずだ。そこで本土に救援を要請するため、ジョニーはイルカたちと海を渡ることになった。

## 主な登場人物
- ジョニー・クリントン - 本作の主人公。
- カザン教授 - 研究所の所長。イルカ語を理解できる。
- キース博士 - 研究所の副所長。
- テシー - 島の病院の看護師。
- ミック・ナウル - 研究所の職員。ジョニーと友達になる。
- アイナー、ペギー、スージー、スプートニク、ウースー - 人間ではないイルカたち。

## 書誌情報
- 『イルカの島』　高橋泰邦訳、角川文庫SFジュブナイル　1976年
- 『イルカの島』　小野田和子訳、創元SF文庫　1994年2月18日 ISBN 4-488-61103-6